# Copa del Rey de fútbol 1983-84
La Copa del Rey de Fútbol 1983-84 fue la edición número 80 de dicha competición española. Se disputó entre el 14 de septiembre de 1983 y el 5 de mayo de 1984, con la disputa de la final en el estadio Santiago Bernabéu, con la participación de 134 equipos de las divisiones Primera, Segunda, Segunda B y Tercera.
El campeón fue el Athletic Club, conquistando su vigesimotercer título, tras ganar al Fútbol Club Barcelona en una final recordada por los incidentes acontecidos a su conclusión, donde ambos conjuntos se enzarzaron en una dura pelea.

## Equipos clasificados
Disputarán la Copa del Rey 1983-84, habiendo sellado su presencia en función de clasificación en las cuatro primeras categorías del sistema de competición liguero en la temporada 1983-84, y partiendo de determinadas rondas según su categoría en la presente campaña, los siguientes equipos:
Los 18 equipos de la Primera División 1983-84 (todos, donde los clubes participantes en competiciones europeas están exentos hasta que son eliminados de los torneos continentales o hasta que se alcanza la ronda de 1/8 Final):
| - Real Sociedad - F. C. Barcelona - Real Madrid - Athletic Club - Valencia C. F. - Real Betis - Sevilla F. C. - Atlético de Madrid - Real Valladolid C. F. | - C. A. Osasuna - Real Zaragoza - Cádiz C. F. - R. C. D. Español - Real Sporting de Gijón - R. C. D. Mallorca - Real Murcia C. F. - U. D. Salamanca - C. D. Málaga |

Los 20 equipos de Segunda División 1983-84:
| - R. C. Celta de Vigo - Racing de Santander - A. D. Rayo Vallecano - R. C. Deportivo de La Coruña - Palencia C. F. - Castilla C. F. - Elche C. F. - Hércules C. F. - Algeciras C. F. - Recreativo de Huelva | - Barcelona Atlético Club - Real Oviedo C. F. - Atlético Madrileño - Cartagena F. C. - C. D. Castellón - U. D. Las Palmas - Bilbao Athletic - C. D. Tenerife - Linares C. F. - Granada C. F. |

26 equipos de Segunda División B 1983-84 (de un total de 40):
| - A. D. Parla - Arousa S. C. - S. D. Compostela - Real Avilés Industrial C. F. - Sestao S. C. - C. D. Logroñés - C. D. Aragón - S. D. Huesca - F. C. Andorra - C. E. Sadabell F. C. - U. E. Figueres - U. E. Lleida - Club Gimnàstic de Tarragona | - C. D. Alcoyano - C. D. Badajoz - Albacete Balompié - R. B. Linense - Córdoba C. F. - C. D. Antequerano - A. D. Ceuta - Racing Club de Ferrol - D. Alavés - Zamora C. F. - Xerez C. D. - Talavera C. F. - R. C. Portuense |

70 equipos de Tercera División 1983-84 (de un total de 280):

## Primera ronda

### Cuadro
| Equipo 1                           | Agr.       | Equipo 2                        | Ida | Vuelta |
| ---------------------------------- | ---------- | ------------------------------- | --- | ------ |
| A. D. Parla                        | 5-1        | C. Atlético Madrileño           | 3-0 | 2-1    |
| S. D. Ponferradina                 | 2-5        | Real Valladolid Deportivo       | 1-2 | 1-3    |
| C. D. Tarancón                     | 3-1        | C. P. Cacereño                  | 2-0 | 1-1    |
| Club Lemos                         | 0-2        | Arosa S. C.                     | 0-1 | 0-1    |
| R. C. Celta de Vigo                | 2-3        | C. D. Orense                    | 1-0 | 1-3    |
| Pontevedra C. F.                   | 1-2        | R. C. D. Coruña                 | 1-0 | 0-2    |
| Real Avilés Industrial             | 1-5        | Real Oviedo C. F.               | 0-2 | 1-3    |
| R. Racing C. de Santander          | 6-0        | R. S. Gimnástica de Torrelavega | 2-0 | 4-0    |
| C. D. Anaitasuna                   | 3-2        | C. D. Aurrerá de Vitoria        | 1-1 | 2-1    |
| Sestao S. C.                       | 0-2        | Real Sociedad de F.             | 0-0 | 0-2    |
| Bilbao Athletic C.                 | 3-2        | C. D. Basconia                  | 2-1 | 1-1    |
| C. F. Jacetano                     | 2-12       | C. Atlético Osasuna             | 1-8 | 1-4    |
| A. D. Sabiñánigo                   | 6-2        | Peña Sport C. F.                | 3-0 | 3-2    |
| C. D. Tudelano                     | 1-4        | C. D. Logroñés                  | 1-1 | 0-3    |
| Deportivo Aragón                   | 5-4        | S. D. Huesca                    | 5-1 | 0-3    |
| C. D. San Andrés                   | 2-3        | F. C. Andorra                   | 1-1 | 1-2    |
| C. E. Sabadell F. C.               | 2-1        | U. D. Figueras                  | 1-0 | 1-1    |
| U. E. Olot                         | (pen.) 0-0 | U. D. Lérida                    | 0-0 | 0-0    |
| R. C. D. Español                   | 2-2 (pen.) | C. Gimnástico de Tarragona      | 1-0 | 1-2    |
| C. F. Badalona                     | 1-3        | F. C. Barcelona Atlético        | 1-0 | 0-3    |
| C. F. Lloret                       | 4-3        | C. D. Bañolas                   | 2-2 | 2-1    |
| C. D. Castellón                    | 3-1        | C. D. Mestalla                  | 3-0 | 0-1    |
| Valencia C. F.                     | 3-2        | C. D. Alcoyano                  | 3-1 | 0-1    |
| Benidorm C. D.                     | 3-6        | C. D. Burriana                  | 2-2 | 1-4    |
| Real Madrid C. F. Aficionados      | 1-2        | C. D. Badajoz                   | 0-0 | 1-2    |
| C. D. Manchego                     | 3-2        | Aranjuez C. F.                  | 1-0 | 2-2    |
| Imperial C. F.                     | 1-3        | Cartagena F. C.                 | 0-1 | 1-2    |
| Hércules C. F.                     | 9-1        | A. P. Almansa                   | 2-1 | 7-0    |
| Torrevieja C. F.                   | 1-4        | Real Murcia C. F.               | 1-1 | 0-3    |
| C. D. Eldense                      | 1-3        | Elche C. F.                     | 1-2 | 0-1    |
| Albacete Balompié                  | 3-2        | Orihuela Deportiva C. F.        | 1-1 | 2-1    |
| S. D. Gimnástica Arandina          | 3-7        | Real Oviedo Aficionado          | 3-2 | 0-5    |
| U. D. Salamanca                    | 5-0        | Atlético Astorga F. C.          | 3-0 | 2-0    |
| Real Valladolid Deportivo Promesas | 2-2 (pen.) | Palencia C. F.                  | 1-1 | 1-1    |
| C. D. Pozoblanco                   | 2-1        | Atlético Benamiel C. F.         | 1-1 | 1-0    |
| U. D. Melilla                      | 2-6        | C. D. Málaga                    | 1-3 | 1-3    |
| R. B. Linense                      | 5-4        | Córdoba C. F.                   | 3-3 | 2-1    |
| Linares C. F.                      | 4-3        | C. D. Antequerano               | 1-1 | 3-2    |
| Granada C. F.                      | 3-1        | C. F. Villanueva Mesía          | 2-0 | 1-1    |
| C. Atlético Marbella               | 4-3        | Atlético Macael C. F.           | 3-1 | 1-2    |
| R. C. Recreativo de Huelva         | 3-2        | Algeciras C. F.                 | 2-0 | 1-2    |
| Cádiz C. F.                        | 9-0        | Ag. D. Ceuta                    | 9-0 | 0-0    |
| U. D. Telde                        | 0-7        | U. D. Las Palmas                | 0-0 | 0-7    |
| C. D. Tenerife                     | 1-1 (pen.) | U. D. Güímar                    | 1-0 | 0-1    |
| C. D. Constancia                   | 2-1        | C. D. Murense                   | 1-1 | 1-0    |
| C. D. Manacor                      | 1-6        | R. C. D. Mallorca               | 0-2 | 1-4    |
| Racing C. de Ferrol                | 1-0        | C. Gran Peña Celtista           | 1-0 | 0-0    |
| U. P. Langreo                      | 0-6        | R. Sporting de Gijón            | 0-1 | 0-5    |
| Castro C. F.                       | 2-3        | S. D. Rayo Cantabria            | 1-1 | 1-2    |
| S. D. Amorebieta                   | 0-5        | Deportivo Alavés                | 0-2 | 0-3    |
| S. C. D. Durango                   | 1-3        | S. D. Eibar                     | 0-0 | 1-3    |
| U. D. Vall de Uxó                  | 0-6        | Levante U. D.                   | 0-2 | 0-4    |
| A. D. Rayo Vallecano               | 6-1        | Mérida Industrial C. F.         | 5-1 | 1-0    |
| C. D. Pegaso                       | 6-4        | Real Ávila C. F.                | 6-1 | 0-3    |
| C. P. Villarrobledo                | 1-2        | C. F. Gandía                    | 1-1 | 0-1    |
| S. D. Gimnástica Medinense         | 2-6        | Zamora C. F.                    | 0-1 | 2-5    |
| Brenes C. F.                       | 1-6        | Xerez C. D.                     | 1-1 | 0-5    |
| C. D. Puerto Cruz                  | 1-2        | C. D. San Andrés                | 1-1 | 0-1    |
| C. D. Badía-Cala Millor            | (pen.) 1-1 | U. D. Porreras                  | 0-0 | 1-1    |
| Sevilla Atlético C.                | 0-1        | Real Betis Balompié             | 0-1 | 0-0    |
| C. Atlético Monzón                 | 3-11       | Real Zaragoza C. D.             | 0-6 | 3-5    |
| Talavera C. F.                     | 2-4        | Castilla C. F.                  | 1-2 | 1-2    |
| Coria C. F.                        | 5-1        | Racing C. Portuense             | 3-1 | 2-0    |
| S. D. Compostela                   | 0-2        | C. D. Lugo                      | 0-0 | 0-2    |

### Partidos
| Ida; 14 de septiembre de 1983 | A. D. Parla | 3:0 | C. Atlético Madrileño |  |  |

| Vuelta; 28 de septiembre de 1983 | C. Atlético Madrileño | 1:2 (Global 1:5) | A. D. Parla |  |  |

| Ida; 14 de septiembre de 1983 | S. D. Ponferradina | 1:2 | Real Valladolid Deportivo |  |  |

| Vuelta; 28 de septiembre de 1983 | Real Valladolid Deportivo | 3:1 (Global 5:2) | S. D. Ponferradina |  |  |

| Ida; 14 de septiembre de 1983 | C. D. Tarancón | 2:0 | C. P. Cacereño |  |  |

| Vuelta; 28 de septiembre de 1983 | C. P. Cacereño | 1:1 (Global 1:3) | C. D. Tarancón |  |  |

| Ida; 14 de septiembre de 1983 | Club Lemos | 0:1 | Arosa S. C. |  |  |

| Vuelta; 28 de septiembre de 1983 | Arosa S. C. | 1:0 (Global 2:0) | Club Lemos |  |  |

| Ida; 14 de septiembre de 1983 | R. C. Celta de Vigo | 1:0 | C. D. Orense |  |  |

| Vuelta; 28 de septiembre de 1983 | C. D. Orense | 3:1 (Global 3:2) | R. C. Celta de Vigo |  |  |

| Ida; 14 de septiembre de 1983 | Pontevedra C. F. | 1:0 | R. C. D. Coruña |  |  |

| Vuelta; 28 de septiembre de 1983 | R. C. D. Coruña | 2:0 (Global 2:1) | Pontevedra C. F. |  |  |

| Ida; 14 de septiembre de 1983 | Real Avilés Industrial | 0:2 | Real Oviedo C. F. |  |  |

| Vuelta; 28 de septiembre de 1983 | Real Oviedo C. F. | 3:1 (Global 5:1) | Real Avilés Industrial |  |  |

| Ida; 14 de septiembre de 1983 | R. Racing C. de Santander | 2:0 | R. S. Gimnástica de Torrelavega |  |  |

| Vuelta; 28 de septiembre de 1983 | R. S. Gimnástica de Torrelavega | 0:4 (Global 0:6) | R. Racing C. de Santander |  |  |

| Ida; 14 de septiembre de 1983 | C. D. Anaitasuna | 1:1 | C. D. Aurrerá de Vitoria |  |  |

| Vuelta; 28 de septiembre de 1983 | C. D. Aurrerá de Vitoria | 1:2 (Global 2:3) | C. D. Anaitasuna |  |  |

| Ida; 14 de septiembre de 1983 | Sestao S. C. | 0:0 | Real Sociedad de F. |  |  |

| Vuelta; 28 de septiembre de 1983 | Real Sociedad de F. | 2:0 (Global 2:0) | Sestao S. C. |  |  |

| Ida; 14 de septiembre de 1983 | Bilbao Athletic C. | 2:1 | C. D. Basconia |  |  |

| Vuelta; 28 de septiembre de 1983 | C. D. Basconia | 1:1 (Global 2:3) | Bilbao Athletic C. |  |  |

| Ida; 14 de septiembre de 1983 | C. F. Jacetano | 1:8 | C. Atlético Osasuna |  |  |

| Vuelta; 28 de septiembre de 1983 | C. Atlético Osasuna | 4:1 (Global 12:2) | C. F. Jacetano |  |  |

| Ida; 14 de septiembre de 1983 | A. D. Sabiñánigo | 3:0 | Peña Sport C. F. |  |  |

| Vuelta; 28 de septiembre de 1983 | Peña Sport C. F. | 2:3 (Global 2:6) | A. D. Sabiñánigo |  |  |

| Ida; 14 de septiembre de 1983 | C. D. Tudelano | 1:1 | C. D. Logroñés |  |  |

| Vuelta; 28 de septiembre de 1983 | C. D. Logroñés | 3:0 (Global 4:1) | C. D. Tudelano |  |  |

| Ida; 14 de septiembre de 1983 | Deportivo Aragón | 5:1 | S. D. Huesca |  |  |

| Vuelta; 28 de septiembre de 1983 | S. D. Huesca | 3:0 (Global 4:5) | Deportivo Aragón |  |  |

| Ida; 14 de septiembre de 1983 | C. D. San Andrés | 1:1 | F. C. Andorra |  |  |

| Vuelta; 28 de septiembre de 1983 | F. C. Andorra | 2:1 (Global 3:2) | C. D. San Andrés |  |  |

| Ida; 14 de septiembre de 1983 | C. E. Sabadell F. C. | 1:0 | U. D. Figueras |  |  |

| Vuelta; 28 de septiembre de 1983 | U. D. Figueras | 1:1 (Global 1:2) | C. E. Sabadell F. C. |  |  |

| Ida; 14 de septiembre de 1983 | U. E. Olot | 0:0 | U. D. Lérida |  |  |

| Vuelta; 28 de septiembre de 1983 | U. D. Lérida | 0:0 (t. s.)(3-4 p.)(Global 0:0) | U. E. Olot |  |  |

| Ida; 14 de septiembre de 1983 | R. C. D. Español | 1:0 | C. Gimnástico de Tarragona |  |  |

| Vuelta; 28 de septiembre de 1983 | C. Gimnástico de Tarragona | 2:1 (t. s.)(7-6 p.)(Global 2:2) | R. C. D. Español |  |  |

| Ida; 14 de septiembre de 1983 | C. F. Badalona | 1:0 | F. C. Barcelona Atlético |  |  |

| Vuelta; 28 de septiembre de 1983 | F. C. Barcelona Atlético | 3:0 (Global 3:1) | C. F. Badalona |  |  |

| Ida; 14 de septiembre de 1983 | C. F. Lloret | 2:2 | C. D. Bañolas |  |  |

| Vuelta; 28 de septiembre de 1983 | C. D. Bañolas | 1:2 (Global 3:4) | C. F. Lloret |  |  |

| Ida; 14 de septiembre de 1983 | C. D. Castellón | 3:0 | C. D. Mestalla |  |  |

| Vuelta; 28 de septiembre de 1983 | C. D. Mestalla | 1:0 (Global 1:3) | C. D. Castellón |  |  |

| Ida; 14 de septiembre de 1983 | Valencia C. F. | 3:1 | C. D. Alcoyano |  |  |

| Vuelta; 28 de septiembre de 1983 | C. D. Alcoyano | 1:0 (Global 2:3) | Valencia C. F. |  |  |

| Ida; 14 de septiembre de 1983 | Benidorm C. D. | 2:2 | C. D. Burriana |  |  |

| Vuelta; 28 de septiembre de 1983 | C. D. Burriana | 4:1 (Global 6:3) | Benidorm C. D. |  |  |

| Ida; 14 de septiembre de 1983 | Real Madrid C. F. Aficionados | 0:0 | C. D. Badajoz |  |  |

| Vuelta; 28 de septiembre de 1983 | C. D. Badajoz | 2:1 (Global 2:1) | Real Madrid C. F. Aficionados |  |  |

| Ida; 14 de septiembre de 1983 | C. D. Manchego | 1:0 | Aranjuez C. F. |  |  |

| Vuelta; 28 de septiembre de 1983 | Aranjuez C. F. | 2:2 (Global 2:3) | C. D. Manchego |  |  |

| Ida; 14 de septiembre de 1983 | Imperial C. F. | 0:1 | Cartagena F. C. |  |  |

| Vuelta; 28 de septiembre de 1983 | Cartagena F. C. | 2:1 (Global 3:1) | Imperial C. F. |  |  |

| Ida; 14 de septiembre de 1983 | Hércules C. F. | 2:1 | A. P. Almansa |  |  |

| Vuelta; 28 de septiembre de 1983 | A. P. Almansa | 0:7 (Global 1:9) | Hércules C. F. |  |  |

| Ida; 14 de septiembre de 1983 | Torrevieja C. F. | 1:1 | Real Murcia C. F. |  |  |

| Vuelta; 28 de septiembre de 1983 | Real Murcia C. F. | 3:0 (Global 4:1) | Torrevieja C. F. |  |  |

| Ida; 14 de septiembre de 1983 | C. D. Eldense | 1:2 | Elche C. F. |  |  |

| Vuelta; 28 de septiembre de 1983 | Elche C. F. | 1:0 (Global 3:1) | C. D. Eldense |  |  |

| Ida; 14 de septiembre de 1983 | Albacete Balompié | 1:1 | Orihuela Deportiva C. F. |  |  |

| Vuelta; 28 de septiembre de 1983 | Orihuela Deportiva C. F. | 1:2 (Global 2:3) | Albacete Balompié |  |  |

| Ida; 14 de septiembre de 1983 | S. D. Gimnástica Arandina | 3:2 | Real Oviedo Aficionado |  |  |

| Vuelta; 28 de septiembre de 1983 | Real Oviedo Aficionado | 5:0 (Global 7:3) | S. D. Gimnástica Arandina |  |  |

| Ida; 14 de septiembre de 1983 | U. D. Salamanca | 3:0 | Atlético Astorga F. C. |  |  |

| Vuelta; 28 de septiembre de 1983 | Atlético Astorga F. C. | 0:2 (Global 0:5) | U. D. Salamanca |  |  |

| Ida; 14 de septiembre de 1983 | Real Valladolid Deportivo Promesas | 1:1 | Palencia C. F. |  |  |

| Vuelta; 28 de septiembre de 1983 | Palencia C. F. | 1:1 (t. s.)(4-2 p.)(Global 2:2) | Real Valladolid Deportivo Promesas |  |  |

| Ida; 14 de septiembre de 1983 | C. D. Pozoblanco | 1:1 | Atlético Benamiel C. F. |  |  |

| Vuelta; 28 de septiembre de 1983 | Atlético Benamiel C. F. | 0:1 (Global 1:2) | C. D. Pozoblanco |  |  |

| Ida; 14 de septiembre de 1983 | U. D. Melilla | 1:3 | C. D. Málaga |  |  |

| Vuelta; 28 de septiembre de 1983 | C. D. Málaga | 3:1 (Global 6:2) | U. D. Melilla |  |  |

| Ida; 14 de septiembre de 1983 | R. B. Linense | 3:3 | Córdoba C. F. |  |  |

| Vuelta; 28 de septiembre de 1983 | Córdoba C. F. | 1:2 (Global 4:5) | R. B. Linense |  |  |

| Ida; 14 de septiembre de 1983 | Linares C. F. | 1:1 | C. D. Antequerano |  |  |

| Vuelta; 28 de septiembre de 1983 | C. D. Antequerano | 2:3 (Global 3:4) | Linares C. F. |  |  |

| Ida; 14 de septiembre de 1983 | Granada C. F. | 2:0 | C. F. Villanueva Mesía |  |  |

| Vuelta; 28 de septiembre de 1983 | C. F. Villanueva Mesía | 1:1 (Global 1:3) | Granada C. F. |  |  |

| Ida; 14 de septiembre de 1983 | C. Atlético Marbella | 3:1 | Atlético Macael C. F. |  |  |

| Vuelta; 28 de septiembre de 1983 | Atlético Macael C. F. | 2:1 (Global 3:4) | C. Atlético Marbella |  |  |

| Ida; 14 de septiembre de 1983 | R. C. Recreativo de Huelva | 2:0 | Algeciras C. F. |  |  |

| Vuelta; 28 de septiembre de 1983 | Algeciras C. F. | 2:1 (Global 2:3) | R. C. Recreativo de Huelva |  |  |

| Ida; 14 de septiembre de 1983 | Cádiz C. F. | 9:0 | Ag. D. Ceuta |  |  |

| Vuelta; 28 de septiembre de 1983 | Ag. D. Ceuta | 0:0 (Global 0:9) | Cádiz C. F. |  |  |

| Ida; 14 de septiembre de 1983 | U. D. Telde | 0:0 | U. D. Las Palmas |  |  |

| Vuelta; 28 de septiembre de 1983 | U. D. Las Palmas | 7:0 (Global 7:0) | U. D. Telde |  |  |

| Ida; 14 de septiembre de 1983 | C. D. Tenerife | 1:0 | U. D. Güímar |  |  |

| Vuelta; 28 de septiembre de 1983 | U. D. Güímar | 1:0 (t. s.)(3-1 p.)(Global 1:1) | C. D. Tenerife |  |  |

| Ida; 14 de septiembre de 1983 | C. D. Constancia | 1:1 | C. D. Murense |  |  |

| Vuelta; 28 de septiembre de 1983 | C. D. Murense | 0:1 (Global 1:2) | C. D. Constancia |  |  |

| Ida; 14 de septiembre de 1983 | C. D. Manacor | 0:2 | R. C. D. Mallorca |  |  |

| Vuelta; 28 de septiembre de 1983 | R. C. D. Mallorca | 4:1 (Global 6:1) | C. D. Manacor |  |  |

| Ida; 14 de septiembre de 1983 | Racing C. de Ferrol | 1:0 | C. Gran Peña Celtista |  |  |

| Vuelta; 28 de septiembre de 1983 | C. Gran Peña Celtista | 0:0 (Global 0:1) | Racing C. de Ferrol |  |  |

| Ida; 15 de septiembre de 1983 | U. P. Langreo | 0:1 | R. Sporting de Gijón |  |  |

| Vuelta; 28 de septiembre de 1983 | R. Sporting de Gijón | 5:0 (Global 6:0) | U. P. Langreo |  |  |

| Ida; 15 de septiembre de 1983 | Castro C. F. | 1:1 | S. D. Rayo Cantabria |  |  |

| Vuelta; 28 de septiembre de 1983 | S. D. Rayo Cantabria | 2:1 (Global 3:2) | Castro C. F. |  |  |

| Ida; 15 de septiembre de 1983 | S. D. Amorebieta | 0:2 | Deportivo Alavés |  |  |

| Vuelta; 28 de septiembre de 1983 | Deportivo Alavés | 3:0 (Global 5:0) | S. D. Amorebieta |  |  |

| Ida; 15 de septiembre de 1983 | S. C. D. Durango | 0:0 | S. D. Eibar |  |  |

| Vuelta; 21 de septiembre de 1983 | S. D. Eibar | 3:1 (Global 3:1) | S. C. D. Durango |  |  |

| Ida; 15 de septiembre de 1983 | U. D. Vall de Uxó | 0:2 | Levante U. D. |  |  |

| Vuelta; 28 de septiembre de 1983 | Levante U. D. | 4:0 (Global 6:0) | U. D. Vall de Uxó |  |  |

| Ida; 15 de septiembre de 1983 | A. D. Rayo Vallecano | 5:1 | Mérida Industrial C. F. |  |  |

| Vuelta; 28 de septiembre de 1983 | Mérida Industrial C. F. | 0:1 (Global 1:6) | A. D. Rayo Vallecano |  |  |

| Ida; 15 de septiembre de 1983 | C. D. Pegaso | 6:1 | Real Ávila C. F. |  |  |

| Vuelta; 28 de septiembre de 1983 | Real Ávila C. F. | 3:0 (Global 4:6) | C. D. Pegaso |  |  |

| Ida; 15 de septiembre de 1983 | C. P. Villarrobledo | 1:1 | C. F. Gandía |  |  |

| Vuelta; 28 de septiembre de 1983 | C. F. Gandía | 1:0 (Global 2:1) | C. P. Villarrobledo |  |  |

| Ida; 15 de septiembre de 1983 | S. D. Gimnástica Medinense | 0:1 | Zamora C. F. |  |  |

| Vuelta; 23 de septiembre de 1983 | Zamora C. F. | 5:2 (Global 6:2) | S. D. Gimnástica Medinense |  |  |

| Ida; 15 de septiembre de 1983 | Brenes C. F. | 1:1 | Xerez C. D. |  |  |

| Vuelta; 28 de septiembre de 1983 | Xerez C. D. | 5:0 (Global 6:1) | Brenes C. F. |  |  |

| Ida; 15 de septiembre de 1983 | C. D. Puerto Cruz | 1:1 | C. D. San Andrés |  |  |

| Vuelta; 28 de septiembre de 1983 | C. D. San Andrés | 1:0 (Global 2:1) | C. D. Puerto Cruz |  |  |

| Ida; 15 de septiembre de 1983 | C. D. Badía-Cala Millor | 0:0 | U. D. Porreras |  |  |

| Vuelta; 28 de septiembre de 1983 | U. D. Porreras | 1:1 (t. s.)(0-4 p.)(Global 1:1) | C. D. Badía-Cala Millor |  |  |

| Ida; 19 de septiembre de 1983 | Sevilla Atlético C. | 0:1 | Real Betis Balompié |  |  |

| Vuelta; 28 de septiembre de 1983 | Real Betis Balompié | 0:0 (Global 1:0) | Sevilla Atlético C. |  |  |

| Ida; 21 de septiembre de 1983 | C. Atlético Monzón | 0:6 | Real Zaragoza C. D. |  |  |

| Vuelta; 28 de septiembre de 1983 | Real Zaragoza C. D. | 5:3 (Global 11:3) | C. Atlético Monzón |  |  |

| Ida; 21 de septiembre de 1983 | Talavera C. F. | 1:2 | Castilla C. F. |  |  |

| Vuelta; 28 de septiembre de 1983 | Castilla C. F. | 2:1 (Global 4:2) | Talavera C. F. |  |  |

| Ida; 14 de septiembre de 1983 | Coria C. F. | 3:1 | Racing C. Portuense |  |  |

| Vuelta; 28 de septiembre de 1983 | Racing C. Portuense | 0:2 (Global 1:5) | Coria C. F. |  |  |

| Ida; 14 de septiembre de 1983 | S. D. Compostela | 0:0 | C. D. Lugo |  |  |

| Vuelta; 28 de septiembre de 1983 | C. D. Lugo | 2:0 (Global 2:0) | S. D. Compostela |  |  |

## Segunda ronda

### Cuadro
| Equipo 1                   | Agr.       | Equipo 2                  | Ida | Vuelta |
| -------------------------- | ---------- | ------------------------- | --- | ------ |
| S. D. Rayo Cantabria       | 0-8        | Real Sociedad de F.       | 0-1 | 0-7    |
| C. D. Tarancón             | 1-10       | C. Atlético de Madrid     | 1-5 | 0-5    |
| R. B. Linense              | 1-7        | Real Betis Balompié       | 1-3 | 0-4    |
| R. C. Recreativo de Huelva | 1-0        | Cádiz C. F.               | 0-0 | 1-0    |
| Coria C. F.                | 2-8        | C. D. Málaga              | 1-4 | 1-4    |
| C. D. Badía-Cala Millor    | 0-3        | R. C. D. Mallorca         | 0-2 | 0-1    |
| Levante U. D.              | 2-3        | Real Murcia C. F.         | 1-0 | 1-3    |
| C. Atlético Osasuna        | 8-2        | A. D. Sabiñánigo          | 7-2 | 1-0    |
| C. D. Badajoz              | 2-9        | Real Madrid C. F.         | 1-2 | 1-7    |
| U. D. Salamanca            | 4-2        | Palencia C. F.            | 2-1 | 2-1    |
| Sevilla F. C.              | 3-3 (pen.) | Granada C. F.             | 0-0 | 3-3    |
| Real Oviedo Aficionado     | 1-5        | R. Sporting de Gijón      | 0-1 | 1-4    |
| C. F. Gandía               | 2-5        | Valencia C. F.            | 2-1 | 0-4    |
| Real Valladolid Deportivo  | 3-1        | Zamora C. F.              | 3-0 | 0-1    |
| C. D. Logroñés             | 1-7        | Real Zaragoza C. D.       | 1-4 | 0-3    |
| C. F. Lloret               | 2-7        | F. C. Barcelona Atlético  | 2-1 | 0-6    |
| Deportivo Aragón           | 3-1        | Bilbao Athletic C.        | 2-1 | 1-0    |
| Albacete Balompié          | 4-5        | Cartagena F. C.           | 2-0 | 2-5    |
| C. D. Burriana             | 3-4        | C. D. Castellón           | 1-2 | 2-2    |
| Castilla C. F.             | 6-1        | C. D. Manchego            | 4-1 | 2-0    |
| C. D. Orense               | 3-4        | R. C. D. Coruña           | 2-1 | 1-3    |
| Hércules C. F.             | (pen.) 1-1 | Elche C. F.               | 0-1 | 1-0    |
| S. D. Tenisca              | 1-9        | U. D. Las Palmas          | 1-0 | 0-9    |
| Linares C. F.              | 5-1        | C. Atlético Marbella      | 4-0 | 1-1    |
| C. D. Lugo                 | 1-2        | Real Oviedo C. F.         | 1-1 | 0-1    |
| R. Racing C. de Santander  | 2-3        | S. D. Eibar               | 1-1 | 1-2    |
| A. D. Rayo Vallecano       | 7-2        | A. D. Parla               | 2-0 | 5-2    |
| C. D. Anaitasuna           | 1-6        | Deportivo Alavés          | 0-1 | 1-5    |
| C. E. Sabadell F. C.       | (pen.) 2-2 | F. C. Andorra             | 1-0 | 1-2    |
| Racing C. de Ferrol        | 2-3        | Arosa S. C.               | 1-3 | 1-0    |
| C. Gimnástico de Tarragona | 1-3        | U. E. Olot                | 0-1 | 1-2    |
| Xerez C. D.                | 4-2        | C. D. Pozoblanco          | 3-1 | 1-1    |
| C. D. Constancia           | 4-2        | S. D. Portmany            | 3-1 | 1-1    |
| C. D. San Andrés           | 3-5        | U. D. Las Palmas Atlético | 2-0 | 1-5    |

### Partidos
| Ida; 11 de octubre de 1983 | S. D. Rayo Cantabria | 0:1 | Real Sociedad de F. |  |  |

| Vuelta; 19 de octubre de 1983 | Real Sociedad de F. | 7:0 (Global 8:0) | S. D. Rayo Cantabria |  |  |

| Ida; 12 de octubre de 1983 | C. D. Tarancón | 1:5 | C. Atlético de Madrid |  |  |

| Vuelta; 18 de octubre de 1983 | C. Atlético de Madrid | 5:0 (Global 10:1) | C. D. Tarancón |  |  |

| Ida; 12 de octubre de 1983 | R. B. Linense | 1:3 | Real Betis Balompié |  |  |

| Vuelta; 19 de octubre de 1983 | Real Betis Balompié | 4:0 (Global 7:1) | R. B. Linense |  |  |

| Ida; 12 de octubre de 1983 | R. C. Recreativo de Huelva | 0:0 | Cádiz C. F. |  |  |

| Vuelta; 19 de octubre de 1983 | Cádiz C. F. | 0:1 (Global 0:1) | R. C. Recreativo de Huelva |  |  |

| Ida; 12 de octubre de 1983 | Coria C. F. | 1:4 | C. D. Málaga |  |  |

| Vuelta; 19 de octubre de 1983 | C. D. Málaga | 4:1 (Global 8:2) | Coria C. F. |  |  |

| Ida; 12 de octubre de 1983 | C. D. Badía-Cala Millor | 0:2 | R. C. D. Mallorca |  |  |

| Vuelta; 18 de octubre de 1983 | R. C. D. Mallorca | 1:0 (Global 3:0) | C. D. Badía-Cala Millor |  |  |

| Ida; 12 de octubre de 1983 | Levante U. D. | 1:0 | Real Murcia C. F. |  |  |

| Vuelta; 19 de octubre de 1983 | Real Murcia C. F. | 3:1 (Global 3:2) | Levante U. D. |  |  |

| Ida; 12 de octubre de 1983 | C. Atlético Osasuna | 7:2 | A. D. Sabiñánigo |  |  |

| Vuelta; 19 de octubre de 1983 | A. D. Sabiñánigo | 0:1 (Global 2:8) | C. Atlético Osasuna |  |  |

| Ida; 12 de octubre de 1983 | C. D. Badajoz | 1:2 | Real Madrid C. F. |  |  |

| Vuelta; 19 de octubre de 1983 | Real Madrid C. F. | 7:1 (Global 9:2) | C. D. Badajoz |  |  |

| Ida; 12 de octubre de 1983 | U. D. Salamanca | 2:1 | Palencia C. F. |  |  |

| Vuelta; 19 de octubre de 1983 | Palencia C. F. | 1:2 (Global 2:4) | U. D. Salamanca |  |  |

| Ida; 12 de octubre de 1983 | Sevilla F. C. | 0:0 | Granada C. F. |  |  |

| Vuelta; 19 de octubre de 1983 | Granada C. F. | 3:3 (t. s.)(7-6 p.)(Global 3:3) | Sevilla F. C. |  |  |

| Ida; 12 de octubre de 1983 | Real Oviedo Aficionado | 0:1 | R. Sporting de Gijón |  |  |

| Vuelta; 19 de octubre de 1983 | R. Sporting de Gijón | 4:1 (Global 5:1) | Real Oviedo Aficionado |  |  |

| Ida; 12 de octubre de 1983 | C. F. Gandía | 2:1 | Valencia C. F. |  |  |

| Vuelta; 19 de octubre de 1983 | Valencia C. F. | 4:0 (Global 5:2) | C. F. Gandía |  |  |

| Ida; 12 de octubre de 1983 | Real Valladolid Deportivo | 3:0 | Zamora C. F. |  |  |

| Vuelta; 19 de octubre de 1983 | Zamora C. F. | 1:0 (Global 1:3) | Real Valladolid Deportivo |  |  |

| Ida; 12 de octubre de 1983 | C. D. Logroñés | 1:4 | Real Zaragoza C. D. |  |  |

| Vuelta; 19 de octubre de 1983 | Real Zaragoza C. D. | 3:0 (Global 7:1) | C. D. Logroñés |  |  |

| Ida; 12 de octubre de 1983 | C. F. Lloret | 2:1 | F. C. Barcelona Atlético |  |  |

| Vuelta; 19 de octubre de 1983 | F. C. Barcelona Atlético | 6:0 (Global 7:2) | C. F. Lloret |  |  |

| Ida; 12 de octubre de 1983 | Deportivo Aragón | 2:1 | Bilbao Athletic C. |  |  |

| Vuelta; 19 de octubre de 1983 | Bilbao Athletic C. | 0:1 (Global 1:3) | Deportivo Aragón |  |  |

| Ida; 12 de octubre de 1983 | Albacete Balompié | 2:0 | Cartagena F. C. |  |  |

| Vuelta; 19 de octubre de 1983 | Cartagena F. C. | 5:2 (Global 5:4) | Albacete Balompié |  |  |

| Ida; 12 de octubre de 1983 | C. D. Burriana | 1:2 | C. D. Castellón |  |  |

| Vuelta; 19 de octubre de 1983 | C. D. Castellón | 2:2 (Global 4:3) | C. D. Burriana |  |  |

| Ida; 12 de octubre de 1983 | Castilla C. F. | 4:1 | C. D. Manchego |  |  |

| Vuelta; 19 de octubre de 1983 | C. D. Manchego | 0:2 (Global 1:6) | Castilla C. F. |  |  |

| Ida; 12 de octubre de 1983 | C. D. Orense | 2:1 | R. C. D. Coruña |  |  |

| Vuelta; 19 de octubre de 1983 | R. C. D. Coruña | 3:1 (Global 4:3) | C. D. Orense |  |  |

| Ida; 12 de octubre de 1983 | Hércules C. F. | 0:1 | Elche C. F. |  |  |

| Vuelta; 19 de octubre de 1983 | Elche C. F. | 0:1 (t. s.)(Global 1:1) | Hércules C. F. |  |  |

| Ida; 12 de octubre de 1983 | S. D. Tenisca | 1:0 | U. D. Las Palmas |  |  |

| Vuelta; 19 de octubre de 1983 | U. D. Las Palmas | 9:0 (Global 9:1) | S. D. Tenisca |  |  |

| Ida; 12 de octubre de 1983 | Linares C. F. | 4:0 | C. Atlético Marbella |  |  |

| Vuelta; 19 de octubre de 1983 | C. Atlético Marbella | 1:1 (Global 1:5) | Linares C. F. |  |  |

| Ida; 12 de octubre de 1983 | C. D. Lugo | 1:1 | Real Oviedo C. F. |  |  |

| Vuelta; 19 de octubre de 1983 | Real Oviedo C. F. | 1:0 (Global 2:1) | C. D. Lugo |  |  |

| Ida; 12 de octubre de 1983 | R. Racing C. de Santander | 1:1 | S. D. Eibar |  |  |

| Vuelta; 19 de octubre de 1983 | S. D. Eibar | 2:1 (Global 3:2) | R. Racing C. de Santander |  |  |

| Ida; 12 de octubre de 1983 | A. D. Rayo Vallecano | 2:0 | A. D. Parla |  |  |

| Vuelta; 19 de octubre de 1983 | A. D. Parla | 2:5 (Global 2:7) | A. D. Rayo Vallecano |  |  |

| Ida; 12 de octubre de 1983 | C. D. Anaitasuna | 0:1 | Deportivo Alavés |  |  |

| Vuelta; 19 de octubre de 1983 | Deportivo Alavés | 5:1 (Global 6:1) | C. D. Anaitasuna |  |  |

| Ida; 12 de octubre de 1983 | C. E. Sabadell F. C. | 1:0 | F. C. Andorra |  |  |

| Vuelta; 19 de octubre de 1983 | F. C. Andorra | 2:1 (t. s.)(4-5 p.)(Global 2:2) | C. E. Sabadell F. C. |  |  |

| Ida; 12 de octubre de 1983 | Racing C. de Ferrol | 1:3 | Arosa S. C. |  |  |

| Vuelta; 19 de octubre de 1983 | Arosa S. C. | 0:1 (Global 3:2) | Racing C. de Ferrol |  |  |

| Ida; 12 de octubre de 1983 | C. Gimnástico de Tarragona | 0:1 | U. E. Olot |  |  |

| Vuelta; 19 de octubre de 1983 | U. E. Olot | 2:1 (Global 3:1) | C. Gimnástico de Tarragona |  |  |

| Ida; 12 de octubre de 1983 | Xerez C. D. | 3:1 | C. D. Pozoblanco |  |  |

| Vuelta; 19 de octubre de 1983 | C. D. Pozoblanco | 1:1 (Global 2:4) | Xerez C. D. |  |  |

| Ida; 12 de octubre de 1983 | C. D. Constancia | 3:1 | S. D. Portmany |  |  |

| Vuelta; 19 de octubre de 1983 | S. D. Portmany | 1:1 (Global 2:4) | C. D. Constancia |  |  |

| Ida; 12 de octubre de 1983 | C. D. San Andrés | 2:0 | U. D. Las Palmas Atlético |  |  |

| Vuelta; 19 de octubre de 1983 | U. D. Las Palmas Atlético | 5:1 (Global 5:3) | C. D. San Andrés |  |  |

## Tercera ronda

### Cuadro
| Equipo 1                   | Agr.       | Equipo 2                  | Ida | Vuelta |
| -------------------------- | ---------- | ------------------------- | --- | ------ |
| Deportivo Alavés           | 0-3        | Linares C. F.             | 0-1 | 0-2    |
| Deportivo Aragón           | 2-4        | Real Sociedad de F.       | 0-2 | 2-2    |
| Arosa S. C.                | 3-4        | C. Atlético Osasuna       | 2-1 | 1-3    |
| Cartagena F. C.            | 4-1        | Granada C. F.             | 3-0 | 1-1    |
| Castilla C. F.             | 4-2        | Real Betis Balompié       | 4-1 | 0-1    |
| U. D. Güímar               | 0-6        | R. Sporting de Gijón      | 0-2 | 0-4    |
| Xerez C. D.                | 5-2        | U. D. Las Palmas Atlético | 3-0 | 2-2    |
| U. D. Las Palmas           | 3-1        | U. D. Salamanca           | 0-0 | 3-1    |
| C. D. Málaga               | 5-1        | S. D. Eibar               | 2-0 | 3-1    |
| R. C. D. Mallorca          | 0-2        | F. C. Barcelona Atlético  | 0-0 | 0-2    |
| Real Murcia C. F.          | 1-1 (pen.) | C. D. Castellón           | 1-0 | 0-1    |
| C. D. Pegaso               | 1-3        | R. C. D. Coruña           | 1-0 | 0-3    |
| U. E. Olot                 | 0-6        | Hércules C. F.            | 0-4 | 0-2    |
| Real Oviedo C. F.          | 0-3        | Real Madrid C. F.         | 0-1 | 0-2    |
| S. D. Portmany             | 3-5        | C. Atlético de Madrid     | 2-2 | 1-3    |
| R. C. Recreativo de Huelva | 2-3        | Valencia C. F.            | 0-1 | 2-2    |
| C. E. Sabadell F. C.       | 3-2        | Real Zaragoza C. D.       | 2-1 | 1-1    |
| Real Valladolid Deportivo  | 6-3        | A. D. Rayo Vallecano      | 4-3 | 2-0    |

### Partidos
| Ida; 03 de noviembre de 1983 | Deportivo Alavés | 0:1 | Linares C. F. |  |  |

| Vuelta; 23 de noviembre de 1983 | Linares C. F. | 2:0 (Global 3:0) | Deportivo Alavés |  |  |

| Ida; 01 de noviembre de 1983 | Deportivo Aragón | 0:2 | Real Sociedad de F. |  |  |

| Vuelta; 23 de noviembre de 1983 | Real Sociedad de F. | 2:2 (Global 4:2) | Deportivo Aragón |  |  |

| Ida; 01 de noviembre de 1983 | Arosa S. C. | 2:1 | C. Atlético Osasuna |  |  |

| Vuelta; 22 de noviembre de 1983 | C. Atlético Osasuna | 3:1 (Global 4:3) | Arosa S. C. |  |  |

| Ida; 02 de noviembre de 1983 | Cartagena F. C. | 3:0 | Granada C. F. |  |  |

| Vuelta; 23 de noviembre de 1983 | Granada C. F. | 1:1 (Global 1:4) | Cartagena F. C. |  |  |

| Ida; 02 de noviembre de 1983 | Castilla C. F. | 4:1 | Real Betis Balompié |  |  |

| Vuelta; 23 de noviembre de 1983 | Real Betis Balompié | 1:0 (Global 2:4) | Castilla C. F. |  |  |

| Ida; 02 de noviembre de 1983 | U. D. Güímar | 0:2 | R. Sporting de Gijón |  |  |

| Vuelta; 23 de noviembre de 1983 | R. Sporting de Gijón | 4:0 (Global 6:0) | U. D. Güímar |  |  |

| Ida; 01 de noviembre de 1983 | Xerez C. D. | 3:0 | U. D. Las Palmas Atlético |  |  |

| Vuelta; 23 de noviembre de 1983 | U. D. Las Palmas Atlético | 2:2 (Global 2:5) | Xerez C. D. |  |  |

| Ida; 02 de noviembre de 1983 | U. D. Las Palmas | 0:0 | U. D. Salamanca |  |  |

| Vuelta; 23 de noviembre de 1983 | U. D. Salamanca | 1:3 (Global 1:3) | U. D. Las Palmas |  |  |

| Ida; 01 de noviembre de 1983 | C. D. Málaga | 2:0 | S. D. Eibar |  |  |

| Vuelta; 23 de noviembre de 1983 | S. D. Eibar | 1:3 (Global 1:5) | C. D. Málaga |  |  |

| Ida; 01 de noviembre de 1983 | R. C. D. Mallorca | 0:0 | F. C. Barcelona Atlético |  |  |

| Vuelta; 23 de noviembre de 1983 | F. C. Barcelona Atlético | 2:0 (Global 2:0) | R. C. D. Mallorca |  |  |

| Ida; 01 de noviembre de 1983 | Real Murcia C. F. | 1:0 | C. D. Castellón |  |  |

| Vuelta; 23 de noviembre de 1983 | C. D. Castellón | 1:0 (t. s.)(5-4 p.)(Global 1:1) | Real Murcia C. F. |  |  |

| Ida; 09 de noviembre de 1983 | C. D. Pegaso | 1:0 | R. C. D. Coruña |  |  |

| Vuelta; 23 de noviembre de 1983 | R. C. D. Coruña | 3:0 (Global 3:1) | C. D. Pegaso |  |  |

| Ida; 01 de noviembre de 1983 | U. E. Olot | 0:4 | Hércules C. F. |  |  |

| Vuelta; 23 de noviembre de 1983 | Hércules C. F. | 2:0 (Global 6:0) | U. E. Olot |  |  |

| Ida; 01 de noviembre de 1983 | Real Oviedo C. F. | 0:1 | Real Madrid C. F. |  |  |

| Vuelta; 23 de noviembre de 1983 | Real Madrid C. F. | 2:0 (Global 3:0) | Real Oviedo C. F. |  |  |

| Ida; 02 de noviembre de 1983 | S. D. Portmany | 2:2 | C. Atlético de Madrid |  |  |

| Vuelta; 17 de noviembre de 1983 | C. Atlético de Madrid | 3:1 (Global 5:3) | S. D. Portmany |  |  |

| Ida; 02 de noviembre de 1983 | R. C. Recreativo de Huelva | 0:1 | Valencia C. F. |  |  |

| Vuelta; 23 de noviembre de 1983 | Valencia C. F. | 2:2 (Global 3:2) | R. C. Recreativo de Huelva |  |  |

| Ida; 01 de noviembre de 1983 | C. E. Sabadell F. C. | 2:1 | Real Zaragoza C. D. |  |  |

| Vuelta; 23 de noviembre de 1983 | Real Zaragoza C. D. | 1:1 (Global 2:3) | C. E. Sabadell F. C. |  |  |

| Ida; 01 de noviembre de 1983 | Real Valladolid Deportivo | 4:3 | A. D. Rayo Vallecano |  |  |

| Vuelta; 22 de noviembre de 1983 | A. D. Rayo Vallecano | 0:2 (Global 3:6) | Real Valladolid Deportivo |  |  |

## Cuarta ronda

### Cuadro
| Equipo 1             | Agr.       | Equipo 2                  | Ida | Vuelta |
| -------------------- | ---------- | ------------------------- | --- | ------ |
| Cartagena F. C.      | 0-5        | Athletic Club             | 0-3 | 0-2    |
| Hércules C. F.       | (pen.) 3-3 | C. D. Málaga              | 2-1 | 1-2    |
| U. D. Las Palmas     | 4-2        | Real Valladolid Deportivo | 2-0 | 2-2    |
| C. E. Sabadell F. C. | 2-5        | Real Madrid C. F.         | 1-2 | 1-3    |

### Partidos
| Ida; 07 de diciembre de 1983 | Cartagena F. C. | 0:3 | Athletic Club |  |  |

| Vuelta; 27 de diciembre de 1983 | Athletic Club | 2:0 (Global 5:0) | Cartagena F. C. |  |  |

| Ida; 07 de diciembre de 1983 | Hércules C. F. | 2:1 | C. D. Málaga |  |  |

| Vuelta; 20 de diciembre de 1983 | C. D. Málaga | 2:1 (t. s.)(5-6 p.)(Global 3:3) | Hércules C. F. |  |  |

| Ida; 07 de diciembre de 1983 | U. D. Las Palmas | 2:0 | Real Valladolid Deportivo |  |  |

| Vuelta; 28 de diciembre de 1983 | Real Valladolid Deportivo | 2:2 (Global 2:4) | U. D. Las Palmas |  |  |

| Ida; 08 de diciembre de 1983 | C. E. Sabadell F. C. | 1:2 | Real Madrid C. F. |  |  |

| Vuelta; 22 de diciembre de 1983 | Real Madrid C. F. | 3:1 (Global 5:2) | C. E. Sabadell F. C. |  |  |

## Fase final
La fase final se juega a tres rondas eliminatorias a doble partido. Los enfrentamientos y el cuadro, resultan de un sorteo puro entre los vencedores de la cuarta ronda y los exentos de la misma. Este determinó los siguientes enfrentamientos:
|  | Octavos de final                         | Octavos de final                         | Octavos de final                         |                       |   | Cuartos de final                          | Cuartos de final                          | Cuartos de final                          |  |  | Semifinales                            | Semifinales                            | Semifinales                            |  |  | Final             | Final             | Final             |
|  | 25 de enero de 1984 8 de febrero de 1984 | 25 de enero de 1984 8 de febrero de 1984 | 25 de enero de 1984 8 de febrero de 1984 |                       |   | 22 de febrero de 1984 14 de marzo de 1984 | 22 de febrero de 1984 14 de marzo de 1984 | 22 de febrero de 1984 14 de marzo de 1984 |  |  | 4 de abril de 1984 18 de abril de 1984 | 4 de abril de 1984 18 de abril de 1984 | 4 de abril de 1984 18 de abril de 1984 |  |  | 5 de mayo de 1984 | 5 de mayo de 1984 | 5 de mayo de 1984 |
|  |                                          |                                          |                                          |                       |   |                                           |                                           |                                           |  |  |                                        |                                        |                                        |  |  |                   |                   |                   |
|  |                                          |                                          |                                          |                       |   |                                           |                                           |                                           |  |  |                                        |                                        |                                        |  |  |                   |                   |                   |
|  |                                          |                                          |                                          |                       |   |                                           |                                           |                                           |  |  |                                        |                                        |                                        |  |  |                   |                   |                   |
|  | R. C. D. de La Coruña                    | 0                                        | 1                                        |                       |   |                                           |                                           |                                           |  |  |                                        |                                        |                                        |  |  |                   |                   |                   |
|  | R. C. D. de La Coruña                    | 0                                        | 1                                        |                       |   |                                           |                                           |                                           |  |  |                                        |                                        |                                        |  |  |                   |                   |                   |
|  | C. D. Castellón                          | 0                                        | 0                                        |                       |   |                                           |                                           |                                           |  |  |                                        |                                        |                                        |  |  |                   |                   |                   |
|  | C. D. Castellón                          | 0                                        | 0                                        | R. C. D. de La Coruña | 2 | 0                                         |                                           |                                           |  |  |                                        |                                        |                                        |  |  |                   |                   |                   |
|  |                                          |                                          |                                          |                       | 2 | 0                                         |                                           |                                           |  |  |                                        |                                        |                                        |  |  |                   |                   |                   |
|  |                                          | Real Madrid C. F                         | 1                                        | 3                     |   |                                           |                                           |                                           |  |  |                                        |                                        |                                        |  |  |                   |                   |                   |
|  | Barcelona Atlético                       | Real Madrid C. F                         | 1                                        | 3                     | 0 | 0                                         |                                           |                                           |  |  |                                        |                                        |                                        |  |  |                   |                   |                   |
|  | Barcelona Atlético                       |                                          |                                          |                       | 0 | 0                                         |                                           |                                           |  |  |                                        |                                        |                                        |  |  |                   |                   |                   |
|  | Real Madrid C. F                         | 0                                        | 1                                        |                       |   |                                           |                                           |                                           |  |  |                                        |                                        |                                        |  |  |                   |                   |                   |
|  | Real Madrid C. F                         | 0                                        | 1                                        | Real Madrid C. F.     | 0 | 1 (3)                                     |                                           |                                           |  |  |                                        |                                        |                                        |  |  |                   |                   |                   |
|  |                                          |                                          |                                          |                       | 0 | 1 (3)                                     |                                           |                                           |  |  |                                        |                                        |                                        |  |  |                   |                   |                   |
|  |                                          | Athletic Club (p.p.)                     | 1                                        | 0 (4)                 |   |                                           |                                           |                                           |  |  |                                        |                                        |                                        |  |  |                   |                   |                   |
|  | Xerez C. D.                              | Athletic Club (p.p.)                     | 1                                        | 0 (4)                 | 0 | 0                                         |                                           |                                           |  |  |                                        |                                        |                                        |  |  |                   |                   |                   |
|  | Xerez C. D.                              |                                          |                                          |                       | 0 | 0                                         |                                           |                                           |  |  |                                        |                                        |                                        |  |  |                   |                   |                   |
|  | Sporting de Gijón                        | 3                                        | 4                                        |                       |   |                                           |                                           |                                           |  |  |                                        |                                        |                                        |  |  |                   |                   |                   |
|  | Sporting de Gijón                        | 3                                        | 4                                        | Sporting de Gijón     | 2 | 0                                         |                                           |                                           |  |  |                                        |                                        |                                        |  |  |                   |                   |                   |
|  |                                          |                                          |                                          |                       | 2 | 0                                         |                                           |                                           |  |  |                                        |                                        |                                        |  |  |                   |                   |                   |
|  |                                          | Athletic Club                            | 1                                        | 2                     |   |                                           |                                           |                                           |  |  |                                        |                                        |                                        |  |  |                   |                   |                   |
|  | Athletic Club (p.p.)                     | Athletic Club                            | 1                                        | 2                     | 0 | 1 (5)                                     |                                           |                                           |  |  |                                        |                                        |                                        |  |  |                   |                   |                   |
|  | Athletic Club (p.p.)                     |                                          |                                          |                       | 0 | 1 (5)                                     |                                           |                                           |  |  |                                        |                                        |                                        |  |  |                   |                   |                   |
|  | Real Sociedad                            | 0                                        | 1 (3)                                    |                       |   |                                           |                                           |                                           |  |  |                                        |                                        |                                        |  |  |                   |                   |                   |
|  | Real Sociedad                            | 0                                        | 1 (3)                                    | Athletic Club         | 1 |                                           |                                           |                                           |  |  |                                        |                                        |                                        |  |  |                   |                   |                   |
|  |                                          |                                          |                                          |                       | 1 |                                           |                                           |                                           |  |  |                                        |                                        |                                        |  |  |                   |                   |                   |
|  |                                          | F. C. Barcelona                          | 0                                        |                       |   |                                           |                                           |                                           |  |  |                                        |                                        |                                        |  |  |                   |                   |                   |
|  | Hércules C. F.                           | F. C. Barcelona                          | 0                                        | 2                     | 0 |                                           |                                           |                                           |  |  |                                        |                                        |                                        |  |  |                   |                   |                   |
|  | Hércules C. F.                           |                                          |                                          |                       | 0 |                                           |                                           |                                           |  |  |                                        |                                        |                                        |  |  |                   |                   |                   |
|  | F. C. Barcelona                          | 1                                        | 3                                        |                       |   |                                           |                                           |                                           |  |  |                                        |                                        |                                        |  |  |                   |                   |                   |
|  | F. C. Barcelona                          | 1                                        | 3                                        | F. C. Barcelona       | 4 | 2                                         |                                           |                                           |  |  |                                        |                                        |                                        |  |  |                   |                   |                   |
|  |                                          |                                          |                                          |                       | 4 | 2                                         |                                           |                                           |  |  |                                        |                                        |                                        |  |  |                   |                   |                   |
|  |                                          | C. A. Osasuna                            | 0                                        | 3                     |   |                                           |                                           |                                           |  |  |                                        |                                        |                                        |  |  |                   |                   |                   |
|  | Atlético de Madrid                       | C. A. Osasuna                            | 0                                        | 3                     | 0 | 0                                         |                                           |                                           |  |  |                                        |                                        |                                        |  |  |                   |                   |                   |
|  | Atlético de Madrid                       |                                          |                                          |                       | 0 | 0                                         |                                           |                                           |  |  |                                        |                                        |                                        |  |  |                   |                   |                   |
|  | C. A. Osasuna                            | 0                                        | 1                                        |                       |   |                                           |                                           |                                           |  |  |                                        |                                        |                                        |  |  |                   |                   |                   |
|  | C. A. Osasuna                            | 0                                        | 1                                        | F.C. Barcelona (p.p.) | 2 | 0 (4)                                     |                                           |                                           |  |  |                                        |                                        |                                        |  |  |                   |                   |                   |
|  |                                          |                                          |                                          |                       | 2 | 0 (4)                                     |                                           |                                           |  |  |                                        |                                        |                                        |  |  |                   |                   |                   |
|  |                                          | U. D. Las Palmas                         | 1                                        | 1 (2)                 |   |                                           |                                           |                                           |  |  |                                        |                                        |                                        |  |  |                   |                   |                   |
|  | Castilla C. F.                           | U. D. Las Palmas                         | 1                                        | 1 (2)                 | 3 | 1                                         |                                           |                                           |  |  |                                        |                                        |                                        |  |  |                   |                   |                   |
|  | Castilla C. F.                           |                                          |                                          |                       | 3 | 1                                         |                                           |                                           |  |  |                                        |                                        |                                        |  |  |                   |                   |                   |
|  | Valencia C. F.                           | 2                                        | 1                                        |                       |   |                                           |                                           |                                           |  |  |                                        |                                        |                                        |  |  |                   |                   |                   |
|  | Valencia C. F.                           | 2                                        | 1                                        | Castilla C. F.        | 2 | 0                                         |                                           |                                           |  |  |                                        |                                        |                                        |  |  |                   |                   |                   |
|  |                                          |                                          |                                          |                       | 2 | 0                                         |                                           |                                           |  |  |                                        |                                        |                                        |  |  |                   |                   |                   |
|  |                                          | U. D. Las Palmas                         | 0                                        | 3                     |   |                                           |                                           |                                           |  |  |                                        |                                        |                                        |  |  |                   |                   |                   |
|  | U. D. Las Palmas                         | U. D. Las Palmas                         | 0                                        | 3                     | 1 | 1                                         |                                           |                                           |  |  |                                        |                                        |                                        |  |  |                   |                   |                   |
|  | U. D. Las Palmas                         |                                          |                                          |                       | 1 | 1                                         |                                           |                                           |  |  |                                        |                                        |                                        |  |  |                   |                   |                   |
|  | Linares C. F.                            | 0                                        | 0                                        |                       |   |                                           |                                           |                                           |  |  |                                        |                                        |                                        |  |  |                   |                   |                   |

## Octavos de final

### Cuadro
| Equipo 1                 | Agr.       | Equipo 2             | Ida | Vuelta |
| ------------------------ | ---------- | -------------------- | --- | ------ |
| Athletic Club            | (pen.) 1-1 | Real Sociedad de F.  | 0-0 | 1-1    |
| C. Atlético de Madrid    | 1-2        | C. Atlético Osasuna  | 0-0 | 1-2    |
| F. C. Barcelona Atlético | 0-1        | Real Madrid C. F.    | 0-0 | 0-1    |
| Castilla C. F.           | 4-3        | Valencia C. F.       | 3-2 | 1-1    |
| R. C. D. Coruña          | 1-0        | C. D. Castellón      | 0-0 | 1-0    |
| Hércules C. F.           | 2-4        | F. C. Barcelona      | 2-1 | 0-3    |
| Xerez C. D.              | 0-7        | R. Sporting de Gijón | 0-3 | 0-4    |
| U. D. Las Palmas         | 2-0        | Linares C. F.        | 1-0 | 1-0    |

### Partidos
| Ida; 25 de enero de 1984 | Athletic Club | 0:0 | Real Sociedad de F. |  |  |

| Vuelta; 08 de febrero de 1984 | Real Sociedad de F. | 1:1 (t. s.)(3-5 p.)(Global 1:1) | Athletic Club |  |  |

| Ida; 25 de enero de 1984 | C. Atlético de Madrid | 0:0 | C. Atlético Osasuna |  |  |

| Vuelta; 08 de febrero de 1984 | C. Atlético Osasuna | 2:1 (Global 2:1) | C. Atlético de Madrid |  |  |

| Ida; 25 de enero de 1984 | F. C. Barcelona Atlético | 0:0 | Real Madrid C. F. |  |  |

| Vuelta; 08 de febrero de 1984 | Real Madrid C. F. | 1:0 (Global 1:0) | F. C. Barcelona Atlético |  |  |

| Ida; 25 de enero de 1984 | Castilla C. F. | 3:2 | Valencia C. F. |  |  |

| Vuelta; 08 de febrero de 1984 | Valencia C. F. | 1:1 (Global 3:4) | Castilla C. F. |  |  |

| Ida; 25 de enero de 1984 | R. C. D. Coruña | 0:0 | C. D. Castellón |  |  |

| Vuelta; 08 de febrero de 1984 | C. D. Castellón | 0:1 (Global 0:1) | R. C. D. Coruña |  |  |

| Ida; 25 de enero de 1984 | Hércules C. F. | 2:1 | F. C. Barcelona |  |  |

| Vuelta; 08 de febrero de 1984 | F. C. Barcelona | 3:0 (Global 4:2) | Hércules C. F. |  |  |

| Ida; 25 de enero de 1984 | Xerez C. D. | 0:3 | R. Sporting de Gijón |  |  |

| Vuelta; 08 de febrero de 1984 | R. Sporting de Gijón | 4:0 (Global 7:0) | Xerez C. D. |  |  |

| Ida; 25 de enero de 1984 | U. D. Las Palmas | 1:0 | Linares C. F. |  |  |

| Vuelta; 08 de febrero de 1984 | Linares C. F. | 0:1 (Global 0:2) | U. D. Las Palmas |  |  |

## Cuartos de final

### Cuadro
| Equipo 1             | Agr. | Equipo 2            | Ida | Vuelta |
| -------------------- | ---- | ------------------- | --- | ------ |
| F. C. Barcelona      | 6-3  | C. Atlético Osasuna | 4-0 | 2-3    |
| Castilla C. F.       | 2-3  | U. D. Las Palmas    | 2-0 | 0-3    |
| R. C. D. Coruña      | 2-4  | Real Madrid C. F.   | 2-1 | 0-3    |
| R. Sporting de Gijón | 2-3  | Athletic Club       | 2-1 | 0-2    |

### Partidos
| Ida; 22 de febrero de 1984 | F. C. Barcelona | 4:0 | C. Atlético Osasuna |  |  |

| Vuelta; 14 de marzo de 1984 | C. Atlético Osasuna | 3:2 (Global 3:6) | F. C. Barcelona |  |  |

| Ida; 22 de febrero de 1984 | Castilla C. F. | 2:0 | U. D. Las Palmas |  |  |

| Vuelta; 14 de marzo de 1984 | U. D. Las Palmas | 3:0 (Global 3:2) | Castilla C. F. |  |  |

| Ida; 22 de febrero de 1984 | R. C. D. Coruña | 2:1 | Real Madrid C. F. |  |  |

| Vuelta; 14 de marzo de 1984 | Real Madrid C. F. | 3:0 (Global 4:2) | R. C. D. Coruña |  |  |

| Ida; 22 de febrero de 1984 | R. Sporting de Gijón | 2:1 | Athletic Club |  |  |

| Vuelta; 14 de marzo de 1984 | Athletic Club | 2:0 (Global 3:2) | R. Sporting de Gijón |  |  |

## Semifinales

### Cuadro
| Equipo 1          | Agr.       | Equipo 2         | Ida | Vuelta |
| ----------------- | ---------- | ---------------- | --- | ------ |
| F. C. Barcelona   | (pen.) 2-2 | U. D. Las Palmas | 2-1 | 0-1    |
| Real Madrid C. F. | 1-1 (pen.) | Athletic Club    | 0-1 | 1-0    |

### Partidos
| Ida; 04 de abril de 1984 | F. C. Barcelona | 2:1 | U. D. Las Palmas |  |  |

| Vuelta; 18 de abril de 1984 | U. D. Las Palmas | 1:0 (t. s.)(2-4 p.)(Global 2:2) | F. C. Barcelona |  |  |

| Ida; 04 de abril de 1984 | Real Madrid C. F. | 0:1 | Athletic Club |  |  |

| Vuelta; 18 de abril de 1984 | Athletic Club | 0:1 (t. s.)(4-3 p.)(Global 1:1) | Real Madrid C. F. |  |  |

## Final
Partido muy brusco por parte de ambos equipos, donde se guardó un minuto de silencio antes del encuentro en memoria de los integrantes de la peña barcelonista Ramón Llorens, fallecidos en un accidente de autocar durante el trayecto a la capital.
Durante el transcurso del partido, el jugador alemán Bernd Schuster mantuvo varios incidentes con el público asistente, al que llegó a lanzar un bote, que previamente había alcanzado el campo de juego.
El encuentro veía cargado de antemano por la polémica de su último enfrentamiento, donde Maradona salió gravemente lesionado tras una entrada de Andoni Goikoetxea, que años antes hizo lo propio con el alemán Bernd Schuster; y por las declaraciones de ambos bandos en los días previos al encuentro.
A la finalización del encuentro, ambas plantillas se enzarzaron en una pelea de gran magnitud que afectó gravemente a varios futbolistas, saliendo como los más afectados Maradona, como impulsor de la trifulca, José María Núñez, Miguel Ángel Sola, que hubo de ser retirado en camilla tras un rodillazo de Maradona por el que fue sancionado por tres meses, que no llegaría a cumplir debido a su marcha a Nápoles, y Miguel de Andrés, este último tras recibir una patada voladora por parte de Migueli.
Debido a estos incidentes el partido sería denominado como «la batalla del Bernabéu».
| 1  | POR | Andoni Zubizarreta |     |
| 2  | DEF | Santiago Urquiaga  |     |
| 4  | DEF | Íñigo Liceranzu    |     |
| 5  | DEF | Andoni Goikoetxea  |     |
| 3  | DEF | José María Núñez   |     |
| 8  | MED | Patxi Salinas      |     |
| 6  | MED | Miguel de Andrés   |     |
| 10 | MED | Ismael Urtubi      |     |
| 7  | DEL | Dani               |     |
| 9  | DEL | Endika Guarrotxena | 61' |
| 11 | DEL | Estanislao Argote  | 87' |
| DT | DT  | Javier Clemente    |     |

| 1  | POR | Urruti               |     |
| 2  | DEF | Tente Sánchez        |     |
| 3  | DEF | Migueli              |     |
| 6  | DEF | José Ramón Alexanko  |     |
| 4  | DEF | Julio Alberto Moreno |     |
| 5  | MED | Víctor Muñoz         |     |
| 8  | MED | Bernd Schuster       |     |
| 9  | MED | Juan Carlos Rojo     | 63' |
| 11 | DEL | Marcos Alonso        |     |
| 10 | DEL | Diego Maradona       |     |
| 7  | DEL | Lobo Carrasco        |     |
| DT | DT  | César Luis Menotti   |     |

| 15 | DEL | Manu Sarabia       | 61' |
| 13 | DEL | José Ramón Gallego | 87' |

| 15 | MED | Paco Clos | 63' |

|  | 14' | Endika Guarrotxena | 1-0 |

|  |

|  | 21' | Patxi Salinas   |
|  | 26' | Ismael Urtubi   |
|  | 37' | Íñigo Liceranzu |

|  | 8'  | Lobo Carrasco       |
|  | 53' | Víctor Muñoz        |
|  | 57' | Bernd Schuster      |
|  | 62' | José Ramón Alexanko |

| Árbitro:             | Ángel Franco Martínez |
| Árbitros asistentes: |                       |
|                      |                       |
| Cuarto árbitro:      |                       |
| Reporte              |                       |

| 1  | POR | Andoni Zubizarreta |     |
| 2  | DEF | Santiago Urquiaga  |     |
| 4  | DEF | Íñigo Liceranzu    |     |
| 5  | DEF | Andoni Goikoetxea  |     |
| 3  | DEF | José María Núñez   |     |
| 8  | MED | Patxi Salinas      |     |
| 6  | MED | Miguel de Andrés   |     |
| 10 | MED | Ismael Urtubi      |     |
| 7  | DEL | Dani               |     |
| 9  | DEL | Endika Guarrotxena | 61' |
| 11 | DEL | Estanislao Argote  | 87' |
| DT | DT  | Javier Clemente    |     |

| 1  | POR | Urruti               |     |
| 2  | DEF | Tente Sánchez        |     |
| 3  | DEF | Migueli              |     |
| 6  | DEF | José Ramón Alexanko  |     |
| 4  | DEF | Julio Alberto Moreno |     |
| 5  | MED | Víctor Muñoz         |     |
| 8  | MED | Bernd Schuster       |     |
| 9  | MED | Juan Carlos Rojo     | 63' |
| 11 | DEL | Marcos Alonso        |     |
| 10 | DEL | Diego Maradona       |     |
| 7  | DEL | Lobo Carrasco        |     |
| DT | DT  | César Luis Menotti   |     |

| 15 | DEL | Manu Sarabia       | 61' |
| 13 | DEL | José Ramón Gallego | 87' |

| 15 | MED | Paco Clos | 63' |

|  | 14' | Endika Guarrotxena | 1-0 |

|  |

|  | 21' | Patxi Salinas   |
|  | 26' | Ismael Urtubi   |
|  | 37' | Íñigo Liceranzu |

|  | 8'  | Lobo Carrasco       |
|  | 53' | Víctor Muñoz        |
|  | 57' | Bernd Schuster      |
|  | 62' | José Ramón Alexanko |

| Árbitro:             | Ángel Franco Martínez |
| Árbitros asistentes: |                       |
|                      |                       |
| Cuarto árbitro:      |                       |
| Reporte              |                       |

|               |
|               |
| Campeón       |
| Athletic Club |
| 23.er título  |